# Bách thủy tiên
Bách thủy tiên hay Lan nước (tên khoa học Echinodorus cordifolius) là một loài thực vật có hoa trong họ Alismataceae. Loài này được (L.) Griseb. mô tả khoa học đầu tiên năm 1857.

## Hình ảnh

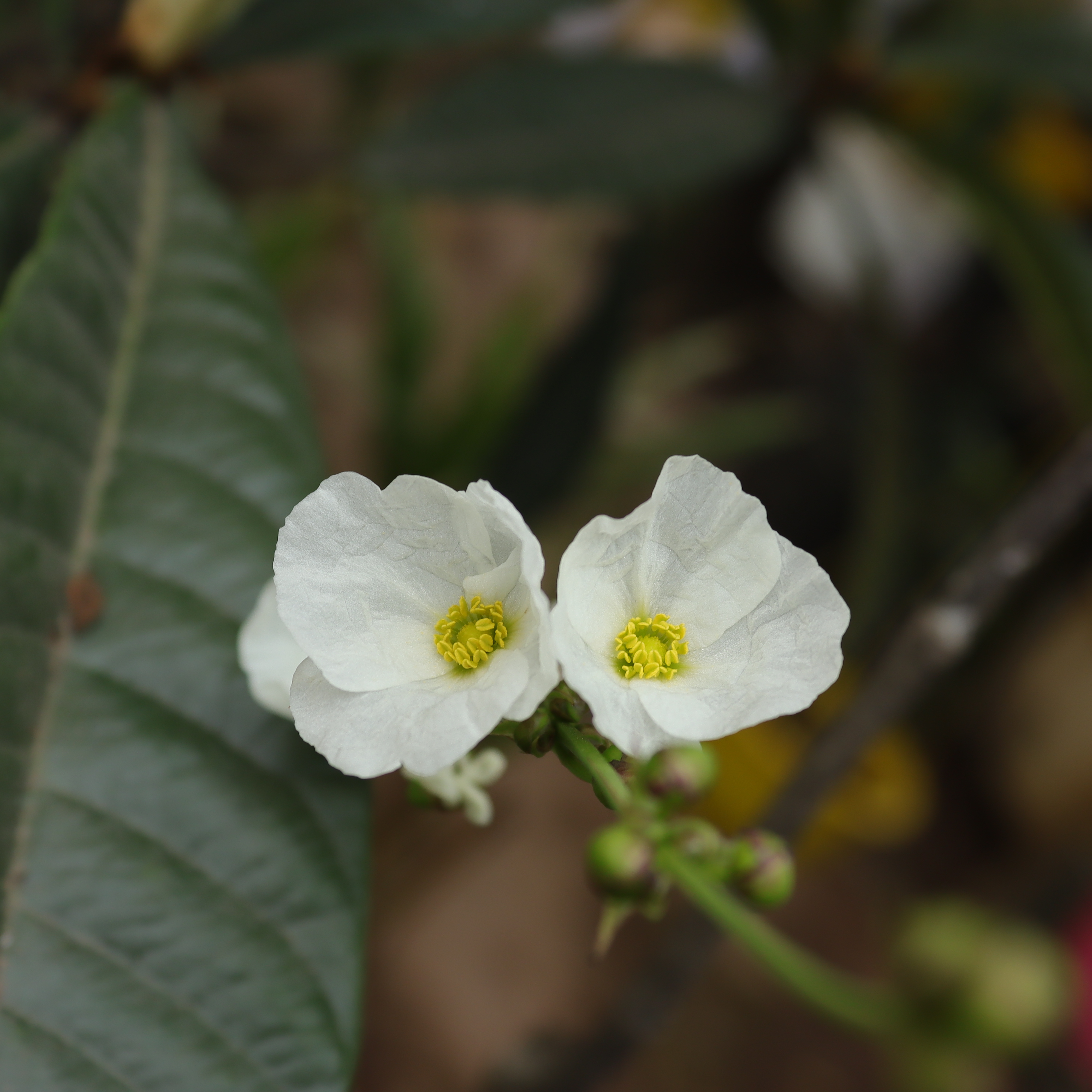
Hoa bách thủy tiên
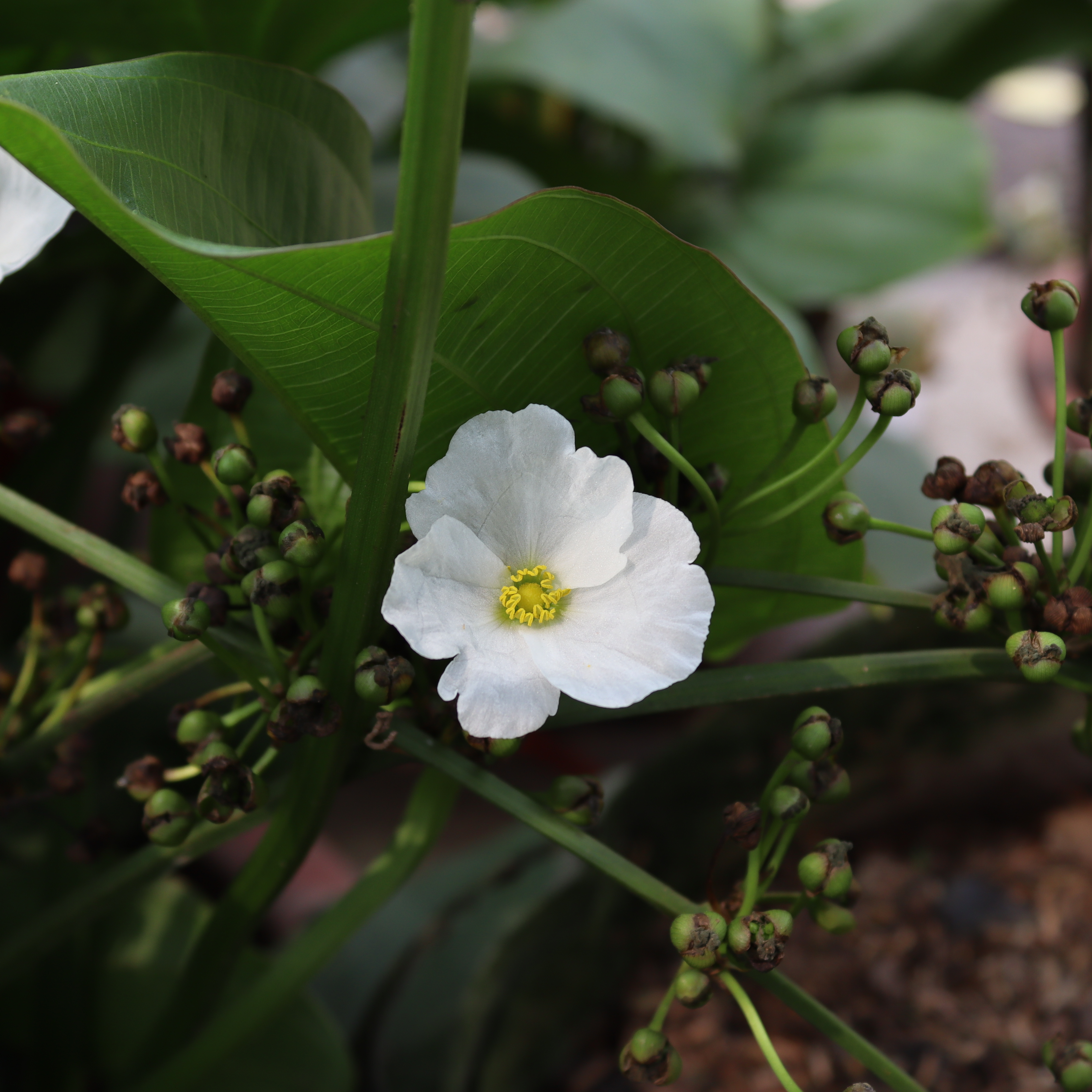
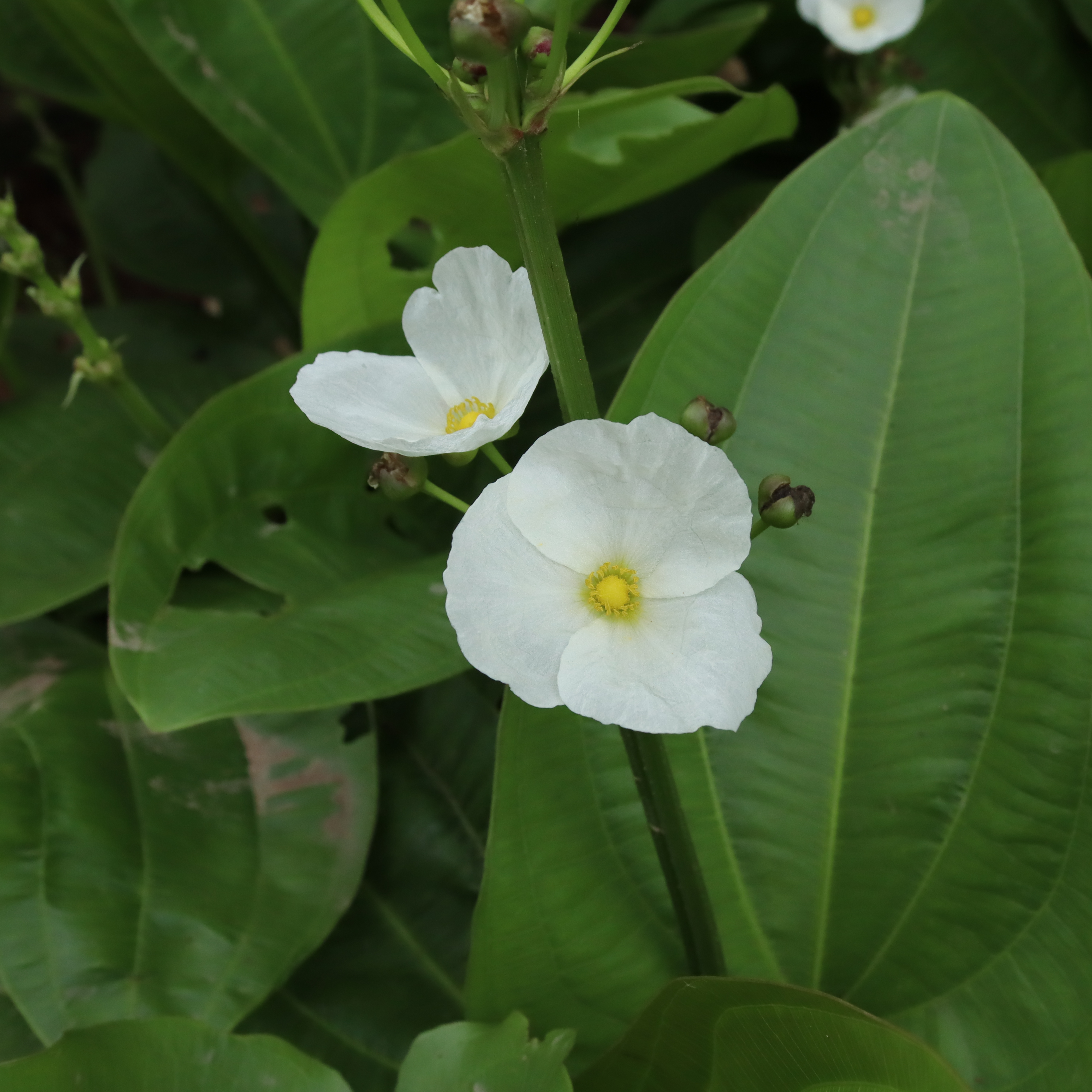
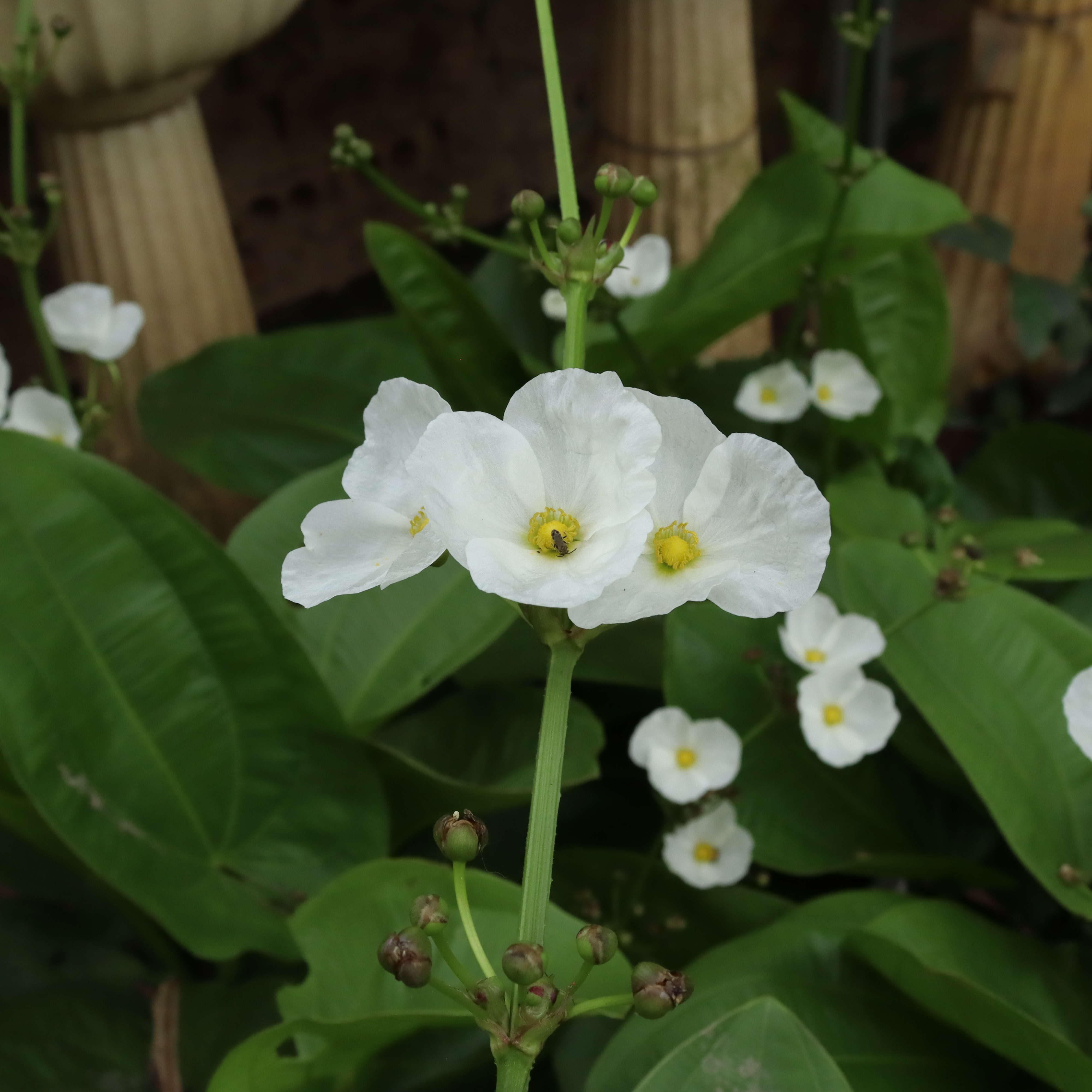